# Bandera de Castellón de la Plana
La bandera de Castellón de la Plana puede definirse de la siguiente manera:

Bandera de proporciones 2:3. Sobre fondo amarillo cuatro barras rojas, terciada al asta de verde, con el escudo de la ciudad, en el centro junto al asta.

No parece existir una normativa que legisle sus medidas, su construcción o sus colores, por lo que existen tantas versiones como encargos a fabricantes se realicen, ni siquiera el ayuntamiento utiliza una versión única de la bandera, aunque normalmente suele ser muy similar a la descripción ofrecida. Debido a que la Ley que regula el uso de la bandera de España y el de otras banderas y enseñas prohíbe que las banderas mostradas junto a la española tengan mayores dimensiones que la nacional, la bandera castellonense se confecciona con las mismas proporciones que la bandera estatal, 2:3. Algunas versiones de la bandera local portan el escudo en el cantón superior de la franja verde, muchas utilizan un escudo diferente al utilizado por las autoridades municipales, pero que igual sigue el blasonamiento del mismo y en otras muchas ocasiones se utiliza la bandera sin ningún escudo.

## Historia

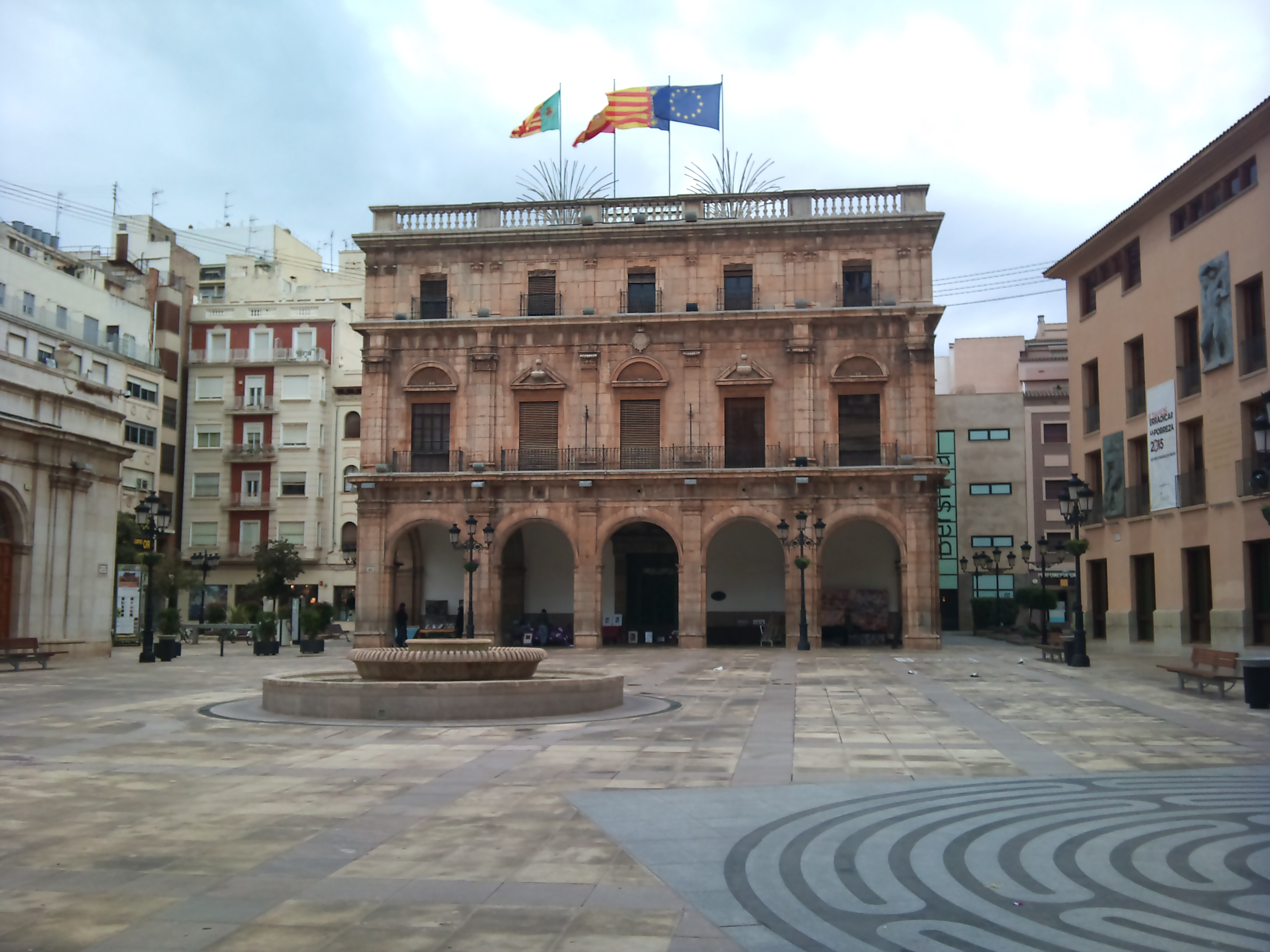
Las cuatro banderas oficiales ondeando en la azotea del palacio municipal, nótese la bandera local a la izquierda del observador

Parece ser que es diseño del poeta Bernat Artola, quien en su faceta como ilustrador y diseñador gráfico recibió el encargo alrededor del año 1930, probablemente de la Diputación Provincial, de crear una bandera que representara a esta tierra en un congreso naranjero en Valencia. No se sabe si la institución provincial o municipal adoptaron esta bandera como propia o si fue desechada. Algunos autores indican que no fue del gusto de los políticos de la época, y otros opinan que fue bien acogida por el ayuntamiento republicano, en todo caso bien los bocetos de la bandera o una enseña acabaron guardados en el archivo histórico provincial tras la entrada de las tropas franquistas durante la guerra civil española.
En 1952 la ciudad se preparaba para celebrar el 700 aniversario de su traslado a La Plana y los organizadores del evento buscaban un símbolo para la conmemoración compatible con su uso en las todavía recién creadas Fiestas de la Magdalena. Por esos tiempos, el entonces archivero provincial Eduardo Codina encontró los bocetos de la bandera y le pareció adecuado proponerla a la Junta Central de Festejos como el símbolo que estaba buscando. En ese momento el símbolo gustó así que se buscó el permiso para poder usarlo del Gobierno franquista, ya que contenía las cuatro barras rojas de Aragón sobre fondo dorado un símbolo por entonces prohibido, el Gobierno aceptó, aunque no se sabe si autorizó el uso completo de la enseña, solo el de la franja verde o si por el contrario se buscó alguna treta para evitar la prohibición o hacer menos prominentes los colores de la antigua Corona de Aragón tal y como muestran ilustraciones conmemorativas de la Cabalgata del Pregón de ese año. Como también se buscaba un símbolo perdurable en el tiempo, sencillo y aceptado por toda la ciudadanía, se sugirió usar el color verde en unas cintitas conmemorativas de cada edición de la Romería de les Canyes y en los pañuelos que los romeros portan anudados al cuello durante la misma, la proposición tuvo éxito y actualmente tanto cintitas como pañuelos verdes son elementos culturales de amplia difusión y uso, especialmente durante la semana de fiestas.
Más tarde, ejerciendo Codina de alcalde, el permiso para usar la bandera local se extendió para ser mostrada a diario, siendo una de las pocas banderas con la señera que ondeó en un edificio oficial durante el franquismo, aunque lo hizo debajo de las tres banderas oficiales de la época, la española, la falangista y la carlista, en el balcón central del tercer piso del palacio municipal. Se dice que según el ambiente político del momento las proporciones de la franja verde eran manipuladas, ensanchándola o adelgazándola según el gusto, si  se dejaba ondear libre a la bandera o incluso se ataba al mástil para solo dejar visible la señera. Allí siguió ondeando, excepto en las grandes ocasiones en la que se trasladaba al balcón central del edificio, hasta que en el año 1979 los símbolos falangista y carlista fueron reemplazados por la enseña preautonómica valenciana y la flamante bandera local, donde continua hasta la actualidad, también junto a la europea izada en los años 2000.
Se desconoce si en algún momento la bandera fue adoptada como oficial por el Ayuntamiento de Castellón, pero no ha sido aprobada por la Generalidad Valenciana, institución que tiene las competencias en materia de heráldica y vexilología en la Comunidad Valenciana.

## El color verde

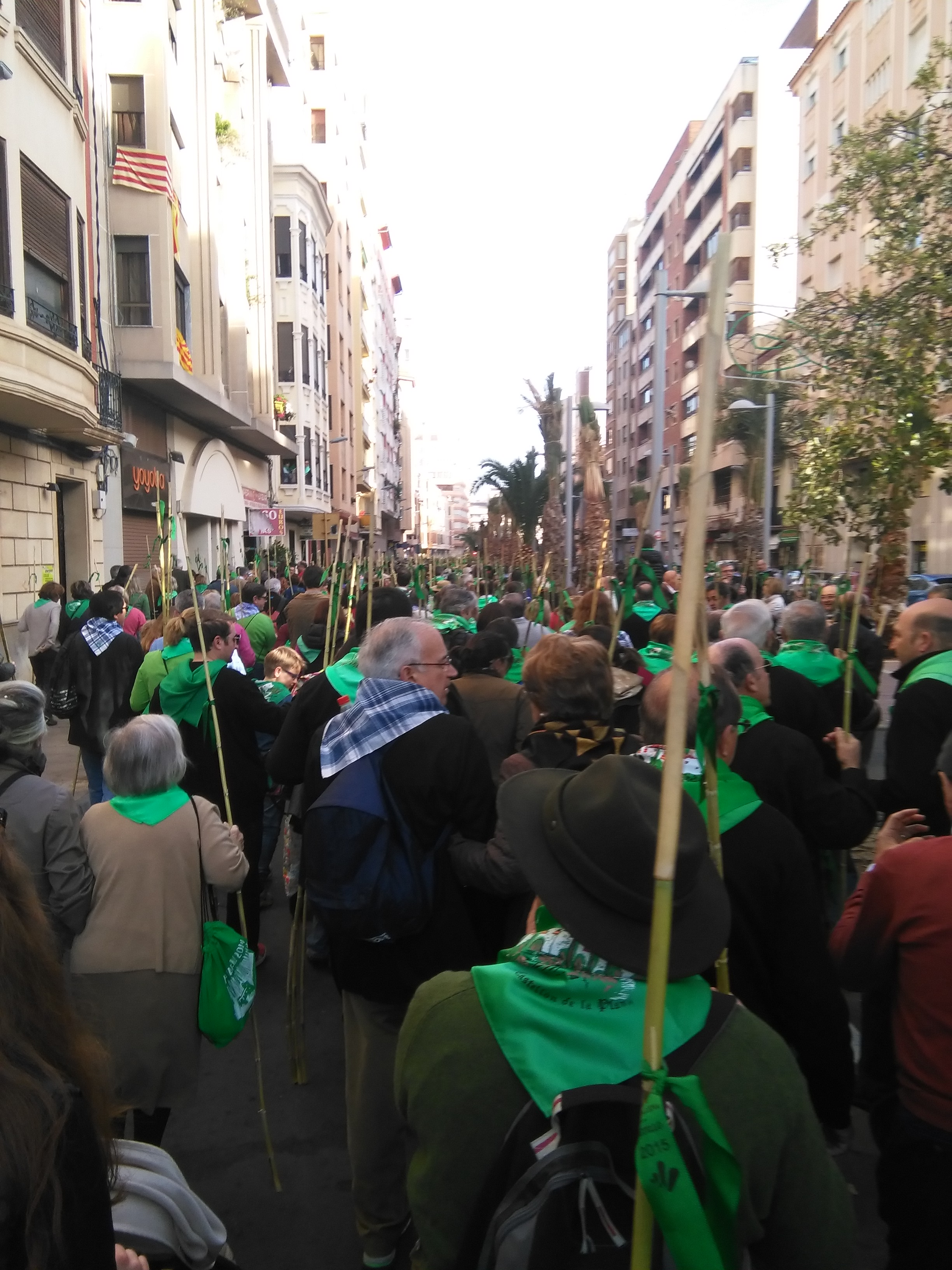
Pañuelos y cintitas verdes en la Romería de las Cañas de 2015

Tradicionalmente se ha dicho que la fuente de inspiración para incorporar el color verde de la bandera es que es el color predominante de los campos de naranjos castellonenses, algo que casaría en su posible creación para representar a la provincia en un congreso naranjero. La elección de este color pudo ser casual o premeditada con el uso que ya hacía el ayuntamiento de la ciudad y su institución antecesora del color verde desde que en 1588 se eligiera esta tonalidad, sin motivo conocido, para las tapas del primer libro que recogía la historia, las leyes, los usos y las costumbres oficiales de los Jurados de la Villa, que acabó siendo conocido como Llibre Verd, obra de Johan Hierony Folch, así como también en el Llibre de Values de ese mismo año creado por Mosén Brunell. Posteriormente, el verde era el color de fajines y bandas que utilizaban el alcalde y los concejales como símbolo de autoridad, aparecía en el primer uniforme de la policía local en 1895, en la bandera de la banda municipal de música creada en 1925 y en las bandas de la Reina de las fiestas de la Magdalena antes de la popularización del color verde en el ámbito festero.
Se dice que la creación de las cintitas y los pañuelos verdes se deben a la conmemoración del traslado, sin embargo, el cartel oficial de las fiestas de la Magdalena de 1949 muestra una gran cinta verde con el escudo de la ciudad colgando de un gaiato, lo que hace pensar que el símbolo de las cintitas podría tener un origen anterior a 1952.
Ya en democracia, el uso del color verde se ha extendido a la imagen corporativa del ayuntamiento o al mobiliario urbano, y se ha convertido en el color representativo de la ciudad, portado en las equipaciones de muchos de los clubes deportivos locales ya sea en forma de color principal o en símbolos como la bandera completa.